# Рингщрасе
„Рингщрасе“ (на немски: Ringstraße – „Кръгла улица“) е улица във Виена, опасваща централния градски район Инерещат.

## История
Разположена е на мястото на старите градски стени на Виена, издигнати през XIII век и укрепени след османската обсада на Виена през 1529 г. Укрепленията губят своя отбранителен смисъл в края на XVIII век, а революцията през 1848 г. дава тласък за окончателното им премахване.
През 1850 г. предградията на Виена са присъединени към града и стават градски райони. В резултат на това градските стени се превръщат в пречка за движението към вътрешността на града. През 1857 г. император Франц Иосиф I издава декрета „Това е моята воля“ (на немски: Es ist Mein Wille), с който разпорежда да се премахнат градските стени и се засипе защитният ров. Освен това декретът урежда размерите на новата улица „Рингщрасе“, както и разположението и функциите на зданията по нейното протежение.
Новата улица и сгради са замислени като символ на величието на Хабсбургите и Австро-Унгарската империя. В практически аспект създаването на „Рингщрасе“ копира опита на френския император Наполеон III, който създава широки булеварди в Париж и по този начин ги прави неподходящи за изграждане на революционни барикади.
През следващите десетилетия по новата „Рингщрасе“ са издигнати множество величествени частни и обществени сгради.

## Секции
Състои се от няколко секции и опасва центъра на града от всички страни, с изключение на североизток, където покрай Донауканал е разположена крайречната улица „Франц Йосиф“ (на немски: Franz-Josefs-Kai).
Секциите на „Рингщрасе“ с начало северния край на улица „Франц Йосиф“ в посока обратно на часовниковата стрелка са:
- „Шотенринг“ (на немски: Schottenring; вж. Шотландски манастир)
- „Доктор Карл Люгер Ринг“ (на немски: Dr.Karl Lueger Ring; в чест на Карл Люгер)
- „Доктор Карл Ренер Ринг“ (на немски: Dr.-Karl-Renner-Ring; в чест на Карл Ренер)
- „Бургринг“ (на немски: Burgring; вж. Хелденплац, Хофбург, Бургтеатър)
- „Опернринг“ (на немски: Opernring; вжм. Виенска държавна опера)
- „Кернтнер Ринг“ (на немски: Kärntner Ring; в чест на Каринтия)
- „Шубертринг“ (на немски: Schubertring; в чест на Франц Шуберт)
- „Паркринг“ (на немски: Parkring; вж. Виенски градски парк)
- „Штубенринг“ (на немски: Stubenring)